# Archelaos (král Sparty)
Archelaos nebo Archeláos (starořecky Ἀρχέλαος) byl král Sparty přibližně počátkem osmého století před Kr. (možná 790–760 před Kr.). Pocházel z královského rodu Agiovců. Jeho spolukrálem z královského rodu Eurypontovců byl Charilaos.
První známá písemná zmínka o králi Archelaovi pochází z pera historika Herodota. Časová hloubka dějin, v níž měl ve Spartě Archelaos vládnout, je velká, proto písemným zdrojem mohou být s velkou pravděpodobností i mýty. Herodotos jakož i jiní antičtí historici se shodují, že předchůdcem a otcem Archelaa byl Agésilaos I., až na jednu výjimku. V excerpte Latina Barbaři latinském překladu neznámého řeckého historického díla se mylně (pravděpodobně chyba při popisu) jako předchůdce Archelaa uvádí Camenelaos v původním textu "καὶ Μενέλαος" (v překladu a Menelaos).
V literárních tradicích se dobytí některých míst Acháji starousedlíků v Lakónii klade do období poměrně pozdních králů. Pausanias, historik a geograf z druhého století, ve své v knize Popis Řecka píše, že za vlády Archelaa Sparta expandovala na sever, kde v údolí řeky Eurotel dobyla město Aegys. Záminkou Sparťanů útoku na Aegys bylo, že její obyvatelstvo sympatizovalo s Arkadiy. Po dobytí města obyvatel, kteří přežili, prodali do otroctví. Jak dále píše Pausanias, v dobývání území Lakonias pokračoval později jeho syn a následník Téleklos.